# 市場型間接金融
市場型間接金融（しじょうがたかんせつきんゆう）とは、直接金融と間接金融の中間にあたる金融の形態。
池尾和人が市場型間接金融という言葉で提言しているが、直接型間接金融とも言われる。
銀行等の金融機関が融資をする点では間接金融と同じだが、株式・債券・現物資産（不動産など）を証券化したもので運用する金融であり、ビークル（システムの介在）により、リスクを分担させる。貸出債権を証券化して投資家に販売するため、リスクが金融機関に集中せず、分散されるというメリットがある。

## 直接金融、間接金融と市場型間接金融の違い
直接金融は、借り手である企業や国など（発行体という）が発行する株式や債券などを、貸し手である個人や企業が直接引き受ける。つまり、借り手と貸し手が相対で取り引きする（当然、証券会社などが仲介は行うが、資金の引受け手は個人や企業である）。よって、発行体の債務不履行や上場株式の市場における価格変動リスクなどは、貸し手が負うことになる。
間接金融は、間に銀行等の金融機関が介在するため、貸し手である預金者等は、直接のリスクを負わない。リスクを負うのは、銀行など、資金を調達した金融機関である。間接金融の本来的な機能としては、世の中に流通している資金（いわゆる余剰資金）を集め、資金が必要な相手に融資することで、資金を社会で還流させることであるが、近年の貸し渋り・貸し剥がし問題など、間接金融そのものが機能していない点が問題視されている。
市場型間接金融は、ファンドなどの商品を組成した投資法人等が、借り手と貸し手の間に介在する点で、間接金融の一類型に属する。また、不特定多数の投資家に受益証券等の形で権利が留保され、その権利をマーケットにおいて取引できる（流動性がある）という点で、「市場型」という文言が冠され、貸し手側にとって、この流動性がメリットとなる。
金融商品取引法上の集団的投資スキームが主要な商品となる。
また、リスクの面で考えると、直接金融は、借り手が出資した額の限りにおいて、そのリスクを負う（有限責任）ことになるが、市場型間接金融の場合、商品を組成した投資法人等がポートフォリオの生成・運用により、貸し手の一定のリスクを低減化する点が大きく異なり、「市場型」である点、間接金融のような、資金還流における機能不全などの問題が起こりにくいことが挙げられる。
ただし、エージェンシー・コスト（プリンシパル＝エージェント問題）が重層化するため、それを抑制する何らかの施策が必要であるとの指摘もある。

## 法的関連
立法政策として「貯蓄から投資へ」を進めるため、関係法令の改正が進められてきたが、投資経験のない人々にいきなり直接金融（投資）を行わせるには、リスクが大きいため、直接的な間接金融としての市場型間接金融が提言された。
- 金融商品取引法
- SPC法（特定目的会社法）
- 投資信託及び投資法人に関する法律